# Sojuz 26
Sojuz 26 byl let v rámci programu Sojuz, který se jako první úspěšně spojil s orbitální stanicí Saljut 6. Byl to začátek více méně permanentního pobytu Sovětů ve vesmíru. Po dobu letu posádka vytvořila několik rekordů. Poprvé byly ve vesmíru spojeny tři vesmírné lodě (Sojuz 26, Sojuz 27 a Saljut 6) a poprvé Sověti oznámili, že Saljut 6 má dva spojovací uzly. Tento let byl 61. letem kosmické lodě s posádkou z naší planety.

## Posádka

### Při startu
- Jurij Romaněnko (1)
- Georgij Grečko (2), palubní inženýr

### Při přistání
- Vladimir Džanibekov (1)
- Oleg Makarov (3)

### Záložní posádka
- Vladimir Kovaljonok – velitel
- Alexandr Ivančenkov – letový inženýr

(v závorkách je uveden dosavadní počet letů do vesmíru včetně této mise)

## Průběh mise
Už samotný čas startu byl riskantní. Šlo o první start po neúspěchu Sojuzu 25 a posádka měla zůstat ve vesmíru v zimě, kdy je nejhorší počasí na místě startu a přistání. První připojení k orbitální stanici Saljut 6 předchozím Sojuzem se nepodařilo, takže jedním z prvních úkolů posádky bylo při výstupu do otevřeného vesmíru přezkoumat spojovací uzel, zda je nefunkční nebo poškozený. Výstup mimo kosmickou loď (EVA) se uskutečnil devátý den (19. prosince 1977) na oběžné dráze. Byl to první výstup Sovětů od roku 1969 a poprvé byl použit skafandr Orlan, který se dodnes používá na Mezinárodní vesmírné stanici. Druhým cílem výstupu bylo právě otestovat tento skafandr. Skafandr byl ponechán na stanici pro následující posádky.
Posádka nejprve vstoupila do vzduchotěsné komory a oblékla si skafandry. Potom vypustila vzduch a Grečko se do poloviny těla vyklonil tak, že mohl manipulovat se spojovacím uzlem pomocí speciálně navržených nástrojů. Měl sebou barevnou televizní kameru, pomocí které poslal na Zemi obrázky své práce. Viděl, že spojovací mechanismus je v pořádku, což znamenalo, že chybný byl spojovací uzel na Sojuzu 25. Celý výstup trval 1 hodinu a 28 minut.
Sověty však nebylo oznámeno, že tento výstup málem vyústil v první úmrtí na oběžné dráze Země. Po dobu pobytu v přechodové komoře Romaněnko nebyl bezpečně připojen ke kosmické lodi a začal plavat ven do otevřeného prostoru. Když to zjistil Grečko, tak ho okamžitě zachytil za opasek. V rozhovoru povídal, že se zeptal „Juriji, kam jdeš?“. Grečko se vyjádřil, že tento incident byl napsán v knize Jamese Oberga tak, že zněl více nebezpečně, než ve skutečnosti byl, a že bezpečnostní lano sice nebylo zapnuté, ale ještě stále byl připojený elektrickými a komunikačními kabely, které by ho zastavily.
Romaněnko s Grečkem v dalším průběhu své mise uvedli do chodu autonomní navigační systém Delta a zabývali se dalšími experimenty.
Zmiňovaný výstup EVA připravil cestu pro lednový start lodě Sojuz 27 s posádkou Vladimir Džanibekov a Oleg Makarov. Když se 11. ledna 1978 spojili s orbitální stanicí, bylo to poprvé, kdy tři kosmické lodě byly spolu spojené ve vesmíru. Bylo to také první použití obou spojovacích uzlů Saljutu 6 (do té doby se ani oficiálně nevědělo, že Saljut 6 má dva spojovací uzly).
Loď Sojuz 27 zůstala připojena k orbitální stanici, zatímco první Sojuz 26 použila návštěva ke svému návratu na Zem. Loď Sojuz 26 s Džanibekovem a Makarovem přistála na padáku 16. ledna 1978 asi 310 km západně od Celinogradu.